# متنزه بوتاني باي كاما الوطني
متنزه بوتاني باي كاما الوطني هو متنزه وطني ومحمية مدرجة ضمن قائمة التراث العالمي، وتقع في الجزء الشرقي من خليج بوتاني في مدينة سيدني بولاية نيو ساوث ويلز في أستراليا. تبلغ مساحة المتنزه 456 هكتارًا (1130 فدانًا) ويقع على بُعد حوالي 16 كيلومترًا (9.9 ميلًا) جنوب شرق منطقة الأعمال المركزية في سيدني، حيث يُطل على الرأسين الشمالي والجنوبي لخليج بوتاني. ويقع الرأس الشمالي في لا بيروز والرأس الجنوبي في كورنيل.
يُعرف متنزه بوتاني باي كاما الوطني، أو منطقة الجذب السياحي والحفاظ على الطبيعة والحفاظ على التراث في طريق كيب سولاندر أيضًا باسماء أخرى، مثل حديقة كاماي بوتاني باي الوطنية، ومحمية تورا بوينت الطبيعية، ونصب لا بيروز التذكاري، وقبر الأب (الفرنسي) ريسيفور، وبرج مراقبة ماكواري، ومحطة الكابل. تؤول ملكية متنزه بوتاني باي كاما الوطني إلى مكتب البيئة والتراث في نيو ساوث ويلز، وتديره هيئة المتنزهات الوطنية والحياة البرية في نيو ساوث ويلز، وكلاهما وكالتان تابعتان لحكومة نيو ساوث ويلز. أُدرج خليج كاماي بوتاني في سجل تراث ولاية نيو ساوث ويلز في 29 نوفمبر (تشرين الثاني) 2013، ثُم أُدرج في قائمة التراث الوطني الأسترالي في 10 سبتمبر (أيلول) 2017. كما أنه مُدرج في ترشيح اليونسكو التسلسلي للتراث العالمي حول «صعود علم الأحياء النظامي». تشتهر منطقة متنزه بوتاني باي كاما الوطني بقيمتها التراثية الثقافية والتاريخية المتميزة لأستراليا. وهي المكان الذي جمع فيه كلا من عالم النبات السير جوزيف بانكس وعالم الطبيعة الدكتور دانيال سولاندر عينات نباتية في عام 1770 كجزء من أول هبوط لسفينة إنديفور في أستراليا. جمع العالمان جوزيف بانكس ودانييل سولاندر من أراضي تلك المنطقة العديد من أنواع النباتات الأسترالية الشهيرة، وكانت بعض عينات الأنواع هذه ذات قيمة علمية وبحثية مهمة. كما كانت أراضي متنزه بوتاني باي كاما الوطني هي الموقع الذي وطأت فيه قدم الكابتن جيمس كوك، المُستكشف البريطاني، الأراضي الأسترالية لأول مرة في عام 1770، مما يمثل بداية اهتمام بريطانيا بأستراليا.

## التاريخ

### التاريخ الجيولوجي
يقع خليج بوتاني ضمن منخفض تكتوني صغير يُعرف باسم حوض بوتاني، والذي يقع بدوره ضمن حوض سيدني الأكبر الذي يتألف من رواسب صخرية رسوبية معدلة ترسبت منذ حوالي 270 مليون سنة خلال العصر البرمي. تتميز الرؤوس الشمالية والجنوبية بمنحدرات من الحجر الرملي هاوكسبري، والتي تشكلت خلال العصر الثلاثي قبل ما بين 200 و250 مليون سنة.
كان رأس كورنيل في شبه جزيرة كورنيل، قبل حوالي 20,000 سنة في ذروة العصر الجليدي عبارة عن تلة من الحجر الرملي، حيث شكلت الكثبان الرملية القديمة جزءًا كبيرًا مما يُعرف الآن بخليج بوتاني ورأس كورنيل. وقبل ما بين 18,000 و10,000 سنة مضت، ومع ارتفاع مستوى سطح البحر، نمت الأعشاب البحرية والمستنقعات المالحة وأشجار المانغروف وانتقلت إلى المناطق الداخلية. يعود أول دليل على استيطان السكان الأصليين لتلك المنطقة إلى حوالي 12 ألف عام، وقد كانت سهول الكثبان الرملية القديمة في ذلك الوقت تحتوي على مستنقعات.